# Шінданд
Шінданд (пушту شين ډنډ, дарі شیندند Šindand) — місто і центр повіту Шінданд, провінції Герат, Афганістан.
Шінданд був заснований на місці середньовічного іранського міста Сабзевар (перс. سبزوار).
На північній околиці міста розташований великий аеродром (військової та цивільної авіації), що використовувався в роки Афганської війни (1979—1989) військово-повітряними силами ОКРВА, в також для афганських ВПС, американських та італійських сил антиталібської коаліції.
Функціонує безкоштовна медична клініка, забезпечує медичне обслуговування населення міста.
Географічно місто на околиці долини Зірко (Zirko) — одного з головних центрів виробництва маку в Західному Афганістані.

## Клімат
Місто знаходиться у зоні, котра характеризується кліматом тропічних пустель. Найтепліший місяць — липень із середньою температурою 30 °C (86 °F). Найхолодніший місяць — січень, із середньою температурою 4.2 °С (39.6 °F).
| Клімат Шінданда         | Клімат Шінданда | Клімат Шінданда | Клімат Шінданда | Клімат Шінданда | Клімат Шінданда | Клімат Шінданда | Клімат Шінданда | Клімат Шінданда | Клімат Шінданда | Клімат Шінданда | Клімат Шінданда | Клімат Шінданда | Клімат Шінданда |
| Показник                | Січ.            | Лют.            | Бер.            | Квіт.           | Трав.           | Черв.           | Лип.            | Серп.           | Вер.            | Жовт.           | Лист.           | Груд.           | Рік             |
| Середній максимум, °C   | 10              | 12,1            | 18,5            | 25              | 31,3            | 37,2            | 38,4            | 37,2            | 32,7            | 26,3            | 19              | 13              | 25,1            |
| Середня температура, °C | 4,2             | 6,7             | 12              | 17,8            | 22,8            | 27,8            | 30              | 27,9            | 23,1            | 16,9            | 10,2            | 6,1             | 17,1            |
| Середній мінімум, °C    | −3,2            | −0,7            | 4,9             | 10,3            | 14,3            | 19,1            | 21,2            | 19              | 13              | 7,4             | 2               | −1,2            | 8,8             |
| Норма опадів, мм        | 39.6            | 44.2            | 44              | 27              | 4.3             | 0.4             | 0               | 0.2             | 0               | 2.1             | 7               | 26              | 194.8           |
| Днів з опадами          | 5,3             | 6,3             | 6,5             | 5,6             | 2               | 0,3             | 0,3             | 0,2             | 0,2             | 0,7             | 2,2             | 3,7             | 33,3            |
| Вологість повітря, %    | 64.9            | 62.6            | 56.7            | 51.9            | 40.5            | 30.9            | 28.5            | 29.4            | 31.7            | 38.8            | 48              | 57.9            | 45.2            |
| ----------------------- | --------------- | --------------- | --------------- | --------------- | --------------- | --------------- | --------------- | --------------- | --------------- | --------------- | --------------- | --------------- | --------------- |
| Джерело: Weatherbase    |                 |                 |                 |                 |                 |                 |                 |                 |                 |                 |                 |                 |                 |